# Bolesławice (województwo pomorskie)
Bolesławice (kaszb. Bòlesławice lub Ùlrichów Pòle, niem. Ulrichsfelde) – wieś w Polsce położona na Równinie Słupskiej w województwie pomorskim, w powiecie słupskim, w gminie Kobylnica.
W latach 1975–1998 miejscowość administracyjnie należała do województwa słupskiego.

W 2026 roku ta wieś będzie częścią Słupska.

## Nazwa
Nazwa miejscowości jest tzw. chrztem nazewniczym i ma charakter pseudopatronimiczny. Powstała przez dodanie do nazwy osobowej Bolesław formantu -ice. Pierwotna niemiecka nazwa Ulrichsfelde, wzmiankowana po raz pierwszy w 1780, ma charakter pamiątkowy i jest złożeniem dwóch członów: nazwy osobowej Ulrich (upamiętnienie Ulricha, urzędnika pomorskiej Kamery Wojenno-Skarbowej) oraz nazwy pospolitej Feld „pole”.
Rada Języka Kaszubskiego proponuje opartą na polskiej kaszubską formę nazwy Bòlesławice.

## Historia
Ulrichsfelde było wsią chłopską, która stanowiła zachodnią część obszaru gminy Kobylnica. Wieś założono w XVIII w. w ramach akcji kolonizacyjnej. Najpierw zbudowano tu owczarnie i osiem siedlisk. W 1885 roku wieś liczyła już dwustu trzydziestu czterech mieszkańców. W 1939 roku w Bolesławicach było już trzydzieści jeden gospodarstw, w tym cztery o powierzchni 10 ha, dwadzieścia od 10 ha do 20 ha oraz trzy od 20 ha do 100 ha. Wieś od 1932 roku posiadała własną szkołę, do której uczęszczało dwudziestu czterech uczniów, których uczył jeden nauczyciel. Pierwszym nauczycielem był Otto Kraule a po nim Willi Schmidt. Była tu również poczta. W 1937 roku sołtysem był rolnik Albert Vos. Większość mieszkańców stanowili ewangelicy, którzy należeli do parafii w Kobylnicy. Polską nazwę miejscowości utworzono po drugiej wojnie światowej. Nazwa wsi pochodzi od imienia Bolesław, przywołuje piastowskie tradycje tego imienia oraz nawiązuje do historycznych przekazów o marszu na Pomorze około tysiąca rycerzy Bolesława Chrobrego.
Bolesławice posiadają plan zagospodarowania przestrzennego. Wytyczone tereny pod zabudowę przemysłową, handlową, usługową i budownictwo jednorodzinne pozwalają na szybkie inwestowanie.